# Rochusthal
Rochusthal, niedersorbisch Rochusowy Doł, ist ein Gemeindeteil von Mlode, das Ortsteil der Stadt Calau ist. Der Ort liegt im nördlichen Teil des südbrandenburgischen Landkreises Oberspreewald-Lausitz.

## Lage
Rochusthal liegt in der Niederlausitz im Osten des Naturparks Niederlausitzer Landrücken an der Kleptna.
Nördlich von Rochusthal liegt der Lübbenauer Ortsteil Bischdorf. Im Osten grenzen der Vetschauer Ortsteil Koßwig, der Ort Dubrau und Kalkwitz. Im Südosten befindet sich Saßleben und im Süden Calau und Mlode. Im Westen folgen die Calauer Ortsteile Buckow, Groß Jehser und Zinnitz. Nordwestlich liegt der ehemalige Tagebau Seese-West.

## Geschichte
Rochusthal wurde im Jahr 1770 angelegt, gehörte danach zur kurfürstlich-sächsischen (ab 1806 königlich-sächsischen) Herrschaft Lübbenau und wurde nach Rochus Graf zu Lynar benannt. Kirchlich gehörte Rochusthal anfangs zu Seese. Im Jahr 1810 waren für die Siedlung zwei Kossäten und zwei Häusler bzw. Büdner verzeichnet. Nach der auf dem Wiener Kongress beschlossenen Teilung des Königreiches Sachsen kam Rochusthal in das Königreich Preußen. Bei der Kreisreform im Jahr 1816 wurde die Landgemeinde dem Landkreis Calau in der Provinz Brandenburg zugeordnet. 1818 hatte Rochusthal fünf Feuerstellen und 38 Einwohner, 1823 lebten zwei Büdner und zwei Häusler im Ort.
Die Einwohnerzahl der Gemeinde sank zwischen 1840 und 1864 von 34 auf 21. Um das Jahr 1850 herum sprachen 7,1 Prozent der Einwohner noch Sorbisch, im Jahr 1867 hatte Rochusthal keine sorbischsprachigen Einwohner mehr. Anfang des 20. Jahrhunderts hatte der Ort nur noch zehn Einwohner. 1910 hatte Rochusthal wieder 14 Einwohner, war allerdings noch immer die kleinste Landgemeinde im Kreis Calau (nur einige Gutsbezirke hatten weniger Einwohner). Am 1. Januar 1926 wurde Rochusthal nach Seese eingemeindet. Nach dem Ende des Zweiten Weltkrieges gehörte Rochusthal zur Sowjetischen Besatzungszone und ab Oktober 1949 zur DDR. Am 1. Juli 1950 wechselte die Gemeinde Seese mit dem Ortsteil Rochusthal aus dem Landkreis Calau in den Landkreis Lübben.
Bei der Kreisreform am 25. Juli 1952 wurden Seese und Rochusthal dem neu gebildeten Kreis Calau im Bezirk Cottbus zugeordnet. Der Ort Seese wurde 1968 für die Braunkohleförderung im Tagebau Seese-West abgebrochen und die Gemeinde aufgelöst. Rochusthal wurde zunächst in die Gemeinde Bischdorf umgegliedert. Kirchlich gehört Rochusthal seitdem zu Kalkwitz. Am 1. Juni 1987 wurde der Ortsteil Mlode als eigenständige Gemeinde mit dem Ortsteil Rochusthal aus Bischdorf ausgegliedert. Nach der Wiedervereinigung lag Rochusthal zunächst im Landkreis Calau in Brandenburg, der am 6. Dezember 1993 mit dem Landkreis Senftenberg zum neuen Landkreis Oberspreewald-Lausitz fusionierte.
Am 26. Oktober 2003 wurde die Gemeinde Mlode mit dem Ortsteil Rochusthal aufgelöst und in die Stadt Calau eingegliedert.

## Einwohnerentwicklung
| Einwohnerentwicklung in Rochusthal von 1875 bis 1925 | Einwohnerentwicklung in Rochusthal von 1875 bis 1925 | Einwohnerentwicklung in Rochusthal von 1875 bis 1925 | Einwohnerentwicklung in Rochusthal von 1875 bis 1925 | Einwohnerentwicklung in Rochusthal von 1875 bis 1925 | Einwohnerentwicklung in Rochusthal von 1875 bis 1925 | Einwohnerentwicklung in Rochusthal von 1875 bis 1925 | Einwohnerentwicklung in Rochusthal von 1875 bis 1925 |
| Jahr                                                 | Einwohner                                            | Jahr                                                 | Einwohner                                            | Jahr                                                 | Einwohner                                            | Jahr                                                 | Einwohner                                            |
| ---------------------------------------------------- | ---------------------------------------------------- | ---------------------------------------------------- | ---------------------------------------------------- | ---------------------------------------------------- | ---------------------------------------------------- | ---------------------------------------------------- | ---------------------------------------------------- |
| 1875                                                 | 26                                                   | 1890                                                 | 17                                                   | 1910                                                 | 14                                                   | 1925                                                 | 13                                                   |

## Wirtschaft und Infrastruktur
Westlich des Ortes verläuft die Bundesautobahn 13 und nördlich die Bundesautobahn 15.